# Casa de Altavilla
La Casa de Altavilla o Casa de Hauteville es una dinastía normanda que gobernó Sicilia entre los años 1061/91 y 1194. Su denominación proviene del pueblo de Hauteville, en Cotentin (Normandía), solar de Tancredo de Hauteville y de sus hijos Roberto Guiscardo y Roger Bosso, este último primer conde de Sicilia.
Con su banda de mercenarios normandos, Roberto Guiscardo conquistó un amplio territorio en el sur de Italia, expulsando a los bizantinos establecidos desde el siglo VI. En el año 1059, el Papa León IX trabó alianza con Roberto Guiscardo, haciéndole su vasallo a cambio de concederle como feudos los ducados de Apulia y Calabria (es decir, el sur de Italia íntegro), más la isla de Sicilia, por ese entonces repartida entre bizantinos y sarracenos. Estos títulos habilitaron a Roberto Guiscardo para reclamar legalmente para sí y su familia, la isla de Sicilia y los citados territorios italianos. De todas maneras no fue él, sino su hermano Roger, quien completó la conquista de Sicilia.
En 1072, Roberto Guiscardo proclamó a su hermano Roger Bosso como Gran Conde de Sicilia aunque seguiría siendo su vasallo. A partir de entonces Roger completó la reconquista de Sicilia. A la muerte de Roberto Guiscardo se enfrentaron sus hijos Bohemundo y Roger Borsa, este último apoyado por su tío Roger de Sicilia. Fue Roger Borsa quién salió victorioso.
Roger Bosso de Sicilia al morir fue sucedido por su hijo Simón, quien fallece rápidamente, recayendo el trono en manos de su hermano Roger. Roger fue un gran estadista que continuó la política de su padre, y a la muerte de su primo Guillermo II de Apulia, hijo de Roger Borsa,  unifica los dominios normandos en Italia, y lleva a Sicilia a su máxima grandeza al conquistar el ducado de Nápoles. Roger II, que había accedido al trono como conde de Sicilia, consiguió que en 1130 el papa le nombrara rey de Sicilia.
A la muerte de Roger II, el trono cae en manos de Guillermo I, más conocido como Guillermo I el Malo. Muerto este, el trono cayó en manos de su hijo, Guillermo II el Bueno.
Debido a que Guillermo II no tenía hijos, se desató una crisis interna. Su tía Constanza de Altavilla había contraído matrimonio con Enrique, hijo de Federico I Barbarroja, Emperador del Sacro Imperio Romano Germánico, y por tanto Enrique reclamó el trono para sí. Por otra parte, los nobles sicilianos decidieron entronizar en su lugar a Tancredo de Lecce, un hijo bastardo de Roger II, quien gobernó en medio de continuas guerras civiles por solo cinco años. A su muerte, se extinguió la casa de Altavilla, y el reino de Sicilia pasó a las manos de la Casa Hohenstaufen.
Años más adelante el rey de Italia Humberto I 1882 le da el título de Conde de Altavilla y Alghero a Alberto Larco; consecuentemente luego su descendiente Italianos y Franceses en Argentina reciben el título, siendo la titular, Joelle Yvette Larco, Condesa de Alghero y Altavilla.